# Atanas Kolev
Pour le joueur d'échecs, voir Atanas Kolev (joueur d'échecs).
Atanas Kolev (bulgare: Атанас Колев) né le 21 décembre 1996, plus connu sous son nom d'artiste Nasko, est un chanteur et basketteur bulgare de la ville bulgare de Varna. Il était finaliste de X Factor Bulgarie en 2013.

## Biographie
Atanas est né à Varna, en Bulgarie. Il a commencé à s'entraîner au basketball à l'âge de 14 ans en Colombie-Britannique, à Cherno More (où il joue encore). Il étudie au lycée de mathématiques "Dr. Petar Beron" à Varna.
En 2013, il a participé à X Factor, où il a terminé deuxième.
En 2018, il participe à la 10e saison de VIP Brother, la version bulgare de du format mondial Celebrity Big Brother, qu'il remporte après 54 jours.